# John Currin
Cet article possède un paronyme, voir Théo Curin.
John Currin, né le 19 septembre 1962 à Boulder (Colorado), est un peintre américain.

## Parcours
John Currin vit et travaille à New York. Son œuvre est principalement constituée de représentations de figures humaines, surtout féminines, à travers lesquelles il explore les limites de l'érotisme et de la pornographie, en s'inspirant des techniques picturales anciennes et des grands maîtres du nu féminin de la Renaissance (Lucas Cranach l'Ancien ou Sandro Botticelli).

## Œuvres
- 1998 : Three Friends (Les Trois Grâces)
- 1999 :
  - The Old Fence
  - Homemade Pasta
  - The Veil
- 2000 :
  - The Cuddler
  - Park City Grill
  - Gold Chains and Dirty Rags
- 2001 : The Lobster
- 2006 : 
  - Patch and Pearl
  - Kissers
  - Rotterdam
  - Tolbrook
  - Rippowam
- 2008 : After Courbet En référence à L'Origine du monde (1866), de Gustave Courbet.
- 2009 : 
  - Constance Towers
  - The Women of Franklin Street
  - Mademoiselle
- 2010 : 
  - The Old Fur
  - Hot Pants
  - Big Hands